# 라자 힌두스타니
라자 힌두스타니(Raja Hindustani)는 인도에서 제작된 다르멘시 다르샨 감독의 1996년 드라마, 멜로/로맨스, 뮤지컬, 코미디, 액션 영화이다. 아미르 칸 등이 주연으로 출연하였고 알리 모라니 등이 제작에 참여하였다.

## 출연

### 주연
- 아미르 칸
- 카리스마 카푸르

### 조연
- 스레쉬 오베로이
- 자니 레버
- 나브닛 니샨
- 쿠날 케무
- 모니쉬 발
- 티쿠 탈사니아
- 파리다 잘랄
- 아르차나 푸란 씽
- 라자크 칸

## 제작진
- 공동제작: 모하메드 모라니
- Ass-PD: 비핀 사브라